# 4. Primetime Emmy-gála
A 4. Primetime Emmy-gála során az 1951-ben főműsoridőben bemutatott, amerikai televíziós programokat értékelték. A jelölteket az Academy of Television Arts & Sciences választotta ki. A Los Angeles-i Cocoanut Groveban tartott ceremóniát a KECA közvetítette 1952. február 18-án. A műsor házigazdái Lucille Ball és Desi Arnaz voltak. Ez volt az első olyan gála, ahol nemzetközi szinten díjaztak, előtte csak a Los Angelsi tévéadók műsorai lehettek jelöltek.

## Győztesek és jelöltek
A nyertesek félkövérrel jelölve.

### Műsorok
| Legjobb vígjátéksorozat | Legjobb drámasorozat |
| --- | --- |
| - The Red Skelton Show (NBC) - The George Burns and Gracie Allen Show (CBS) - Herb Shriner Show (ABC) - You Bet Your Life (NBC) - I Love Lucy (CBS) | - Studio One (CBS) - Celanese Theatre (ABC) - Philco-Goodyear TV Playhouse (NBC) - Pulitzer Prize Playhouse (ABC) - Robert Montgomery Presents (NBC) |
| Legjobb varietéműsor | |
| - Your Show of Shows (NBC) - All Star Revue (NBC) - The Colgate Comedy Hour (NBC) - The Fred Waring Show (CBS) - Toast of the Town (CBS)            | |

### Színészek
| Legjobb színész                                                                                       | Legjobb színésznő                                                             |
| --- | ----------------------------------------------------------------------------- |
| - Sid Caesar - Walter Hampden - Charlton Heston - Thomas Mitchell - Robert Montgomery - Vaughn Taylor | - Imogene Coca - Helen Hayes - Maria Riva - Mary Sinclair - Margaret Sullavan |

### Műsorvezetők
| Legjobb humorista |
| --- |
| - Red Skelton (NBC) - Lucille Ball (CBS) - Sid Caesar (NBC) - Imogene Coca (NBC) - Jimmy Durante (NBC) - Jerry Lewis, Dean Martin (NBC) - Herb Shriner (ABC) |

## Fordítás
- Ez a szócikk részben vagy egészben  a(z)   4th Primetime Emmy Awards című angol Wikipédia-szócikk fordításán alapul.  Az eredeti cikk szerkesztőit annak laptörténete sorolja fel. Ez a jelzés csupán a megfogalmazás eredetét és a szerzői jogokat jelzi, nem szolgál a cikkben szereplő információk forrásmegjelöléseként.